# Pabellón-Insel
Die Pabellón-Insel (spanisch Islote Pabellón) ist eine Insel im Palmer-Archipel vor der Westküste der Antarktischen Halbinsel. In der Gruppe der Melchior-Inseln ist sie die südlichere zweier Inseln vor der Nordspitze der Omegainsel und markiert die Südseite der westlichen Einfahrt zum Andersen Harbour.
Wissenschaftler der britischen Discovery Investigations nahmen 1927 eine grobe Kartierung vor. Teilnehmer einer argentinischen Antarktisexpedition errichteten hier im Zuge von zwischen 1946 und 1947 durchgeführten Vermessungen einen Fahnenmast, hießten die Flagge Argentiniens und benannten die Insel. Namensgeber ist die Bezeichnung Pabellón für die argentinischen Nationalfarben.